# Vlag van Hedmark

Vlag van Hedmark

De vlag van Hedmark is op 6 februari 1987 officieel ingesteld als de provincievlag van de Noorse provincie Hedmark. De vlag toont drie witte opkomende hulpmiddelen in een groen veld. Het gereedschap op de armen is van het type om de schors van de bomen te villen. Het symboliseert de houtindustrie, omdat Hedmark de bosrijkste fylkeskommune van Noorwegen is.
De vlag toont hetzelfde beeld als het gemeentewapen.
Op 1 januari 2020 fuseerde de provincie Hedmark met Oppland tot de nieuwe provincie Innlandet waardoor het gebruik hiervan als provincievlag is komen te vervallen.

## Verwante afbeeldingen

Wapen van Hedmark